# Else Holzschuh
Else Marie Helene Albertine Holzschuh, geb. Biewend (* 18. Juli 1877 in Clausthal; † 1. Dezember 1966 in Goslar) war eine deutsche Malerin.

## Leben
Else Holzschuh war eine Tochter des Eisenhüttenmannes und Hochschullehrers Robert Biewend und dessen Frau Helene, geb. Koch, seiner Cousine und Schwester von Robert Koch und Hugo Koch. Sie wuchs in Clausthal auf. Eine schwere Scharlacherkrankung im Jahr 1885 führte  als Folge zu lebenslanger starker Schwerhörigkeit. Sie besuchte eine Internatsschule in Eisenach, hatte Malunterricht in Aachen und Berlin. Von 1900 bis 1902 studierte sie Malerei an der ersten Maler-Akademie für Frauen in Karlsruhe und anschließend bis 1905 an der Großherzoglich-Sächsischen Kunstschule in Weimar. 1905 heiratete sie den Weimarer Kunstmaler Rudolf Holzschuh; 1911 Geburt der Tochter Charlotte und 1917 Geburt der Tochter Helene. Sie baute sich zudem in Oberweimar eine erfolgreiche Geflügelzucht auf, die zum Unterhalt der Familie beitrug. Die Ehe mit Rudolf Holzschuh wurde 1923 geschieden. Else Holzschuh war danach zunächst in Hannover ansässig, 1927 zog sie mit ihren Töchtern nach Goslar. 
Else Holzschuh schuf vorwiegend Porträts und Landschaften in Kohle/Kreide, als Aquarelle und Ölbilder. Ein Augenleiden beendete die künstlerische Betätigung in ihren letzten Lebensjahren. 1987 wurden ihre Werke auf einer Ausstellung in der Bibliothek von Clausthal gezeigt und 1990 im Goslarer Museum, hier gemeinsam mit Werken ihres Mannes.